# Муравьёв, Матвей Иванович
Матвей Иванович Муравьёв (1784—1836) — русский мореплаватель и исследователь, генерал-майор флота, исследователь Алеутских островов, правитель Русской Америки.

## Биография
Родился 24 марта (4 апреля) 1784 года в Лужском уезде Санкт-Петербургской губернии — сын майора артиллерии Ивана Матвеевича Муравьева.
С 17 февраля 1792 года учился в Морском шляхетном кадетском корпусе и при выпуске, 16 мая 1800 года стал гардемарином.
В 1802—1813 гг. служил на Балтийском флоте; 25 июня 1802 года был произведён в мичманы. Участвовал в русско-шведской войне 1808—1809 гг. и сражениях с французами в 1813 году.
В 1817 году был принят в Российско-американскую компанию и на шлюпе «Камчатка» под командованием В. М. Головнина совершил кругосветное плавание с заходом в Петропавловск и Русскую Америку. Участвовал в астрономическом определении положения островов Беринга, Медный, Атту, Семёнова, Чирикова, Ситхинак и описи бухты Чиниак. 
В 1819 году, 13 октября был произведён в капитан-лейтенанты, а 20 декабря назначен главным правителем Русской Америки. Через Сибирь выехал в Охотск и, командуя галиотом «Румянцев», 11 сентября 1820 года прибыл в Ново-Архангельск, где принял дела у лейтенанта С. И. Яновского. 
Сдав 22 октября 1825 года дела лейтенанту П. Е. Чистякову, принял у него компанейское судно «Елена» и 4 ноября оставил Новоархангельск; шторм заставил его зайти в Сан-Франциско, откуда он вышел 2 января 1826 года и 1 сентября прибыл в Кронштадт. 
С 1824 года — капитан 2-го ранга, с 1826 года — капитан 1-го ранга. В 1826—1827 гг. служил в Главном Правительстве Российско-американской компании в Санкт-Петербурге. В 1831 году был назначен вице-директором кораблестроительного департамента Морского министерства. С 11 октября 1833 года в отставке. 
Умер 27 сентября (9 октября) 1836 года. Похоронен на Смоленском православном кладбище. 

## Гора Муравьёва
Именем Муравьева названа гора на острове Баранова.